# Huangdi Sijing
Huángdì Sìjīng (黃帝四經) ou Les Quatre Livres de Huangdi sont avec le Laozi les textes de référence du courant de philosophie politique huanglao, influent au début du IIe siècle av. J.-C. (début de la Dynastie Han). Mentionnés dans le Livre des Han et considérés comme disparus, une version sur soie (帛書 bóshū) en a été retrouvée à Mawangdui en 1973.
Parmi les textes sur soie retrouvés figurent deux versions du Laozi. La version B est précédée de quatre textes portant chacun un titre et un nombre qui est probablement celui des caractères qu'ils contiennent, bien qu’il soit impossible de le vérifier du fait de lacunes causées par la détérioration partielle du tissu. Ils ont été identifiés comme les Quatre Livres de Huangdi par Tang Lan (唐蘭). En effet, ils comprennent des dialogues entre Huangdi, l’empereur Jaune, et ses ministres. Cette identification n’est cependant pas unanimement acceptée. Tang Lan proposa 169 av. J.-C. comme date de rédaction et un certain Anqi (安期生) de Zheng comme auteur. 
Les textes sont en phrases parallèles, voire en vers. Le premier (Fajing) a pour thème la gouvernance, le deuxième (Shidajing ou Shiliujing) la politique et la stratégie militaire, le troisième (Cheng) contient des aphorismes sur la gouvernance et le quatrième (Daoyuan) présente un aspect cosmologique et discute du Dao. L’ensemble témoigne d’un syncrétisme entre différents courants et met particulièrement en évidence le lien entre idées légistes et taoïstes.

## Textes et chapitres
- Jingfa 經法　Constance des lois, sur la gouvernance, comprend 9 chapitres
  - Daofa 道法 le Dao et la loi
  - Guoci 國次 L’ordre et la nation
  - Junzheng 君正 Le juste souverain
  - Liufen 六分 Les six distinctions (entre la bonne gouvernance et la mauvaise)
  - 四度 Les quatre principes (quiétude, rectitude, culture, qualités martiales)
  - Lun 論 Discours (sur l’ordre social et le mandat céleste)
  - Wanglun 亡論 Ruine du pays
  - Lunyue 論約 Notions essentielles (sur la voie)
  - Mingli 名理 Noms et principes
- Shidajing 十大經 Les dix grands principes ou Shiliujing 十六經 Les seize principes, comprend 15 chapitres
  - Liming 立命 Etablissement du mandat céleste
  - Guan 觀 Investigation
  - Wuzheng 五正 Les cinq sortes de gouvernants
  - Guotong 果童 Guotong, sur les capacités humaines
  - Zhengluan 正亂 [Comment Huangdi] réprima l’insurrection [de Chiyou]
  - Xingzheng 姓爭 La lutte des clans
  - Cixiongjie 雌雄節 Féminin et masculin
  - Bingrong 兵容 Fonction de l’armée
  - Chengfa 成法 Réalisation des méthodes
  - Sanjin 三禁 Les trois interdictions
  - Benfa 本伐 Expéditions militaires
  - Qiandao 前道 La voie préliminaire
  - Xingshou 行守 Principes de comportement
  - Shundao 順道 Suivre la voie
  - 名刑 Titres et sanctions
- Cheng 稱 Aphorismes
- Yuandao 原道 Le Dao fondamental